# Заједничко тржиште за источну и југоисточну Африку
Заједничко тржиште за источну и југоисточну Африку (фр. Marché commun de l'Afrique orientale et australe, порт. Mercado Comum da ÁfricaOriental e Austral, енгл. Common Market for Eastern and Southern Africa) је зона преференцијалне трговине у коју је удружено 20 земаља чланица са простора Африке.

## Оснивање
COMESA је формирана децембра 1994. године, замењујући Зону преференцијалне трговине која је постојала од 1981. године. Девет земаља чланица је 2000. године формирало зону слободне трговине, а 2004. су им се придружиле и Бурунди и Руанда, као и Коморска острва и Либија 2006. године.
COMESA је један од стубова Афричке економске заједнице. Званични језици су енглески, француски и португалски.

## Чланице
Чланице:
- Бурунди (1981)
- ДР Конго (1981)
- Египат (1999)
- Еритреја (1994)
- Етиопија (1981)
- Замбија (1981)
- Зимбабве (1981)
- Јужни Судан (2011)
- Кенија (1981)
- Комори (1981)
- Либија (2005)
- Мадагаскар (1981)
- Малави (1981)
- Мауританија (1981)
- Руанда (1981)
- Свазиленд (1981)
- Сејшели (2001)
- Судан (1981)
- Уганда (1981)
- Џибути (1981)

## Бивше чланице
Бивше чланице:
- Лесото (?-1997)
- Мозамбик (?-1997)
- Танзанија (?-2000)
- Намибија (?-2004)
- Ангола (1984-2007)